# Caribbean Cup 1990
De Caribbean Cup 1990 was de 2e editie van het internationale voetbaltoernooi voor de leden van de Caraïbische Voetbalunie (CFU). Het toernooi werd gestart op 22 juli maar werd niet volledig uitgespeeld. Er was een staatsgreep in Trinidad en Tobago en ook nog een tropische storm (Storm Arthur). De laatste wedstrijden, finale en troostfinale werden daarom definitief niet gespeeld.

## Kwalificatie

### Deelnemers
| Ronde                      | Landen | Aantal |
| -------------------------- | --- | ------ |
| Voorronde                  | - Sint Maarten - Kaaimaneilanden - Sint-Maarten - Anguilla - Britse Maagdeneilanden | 5      |
| Starten in de Kwalificatie | Groep A - Grenada - Suriname - Nederlandse Antillen - Guyana Groep B - Saint Vincent en de Grenadines - Martinique - Frans-Guyana - Dominica Groep C - Barbados - Bermuda - Saint Lucia - Antigua en Barbuda Groep D - Jamaica - Saint Kitts en Nevis - Sint-Maarten - Guadeloupe | 16     |
| Start in Groepsfase        | - Trinidad en Tobago (Gastland) | 1      |

### Voorronde
Er waren aan deze ronde 5 deelnemers. De winnaar van deze ronde nam plaats in poule D. De gegevens van de wedstrijden zijn, op 1 ronde na, niet meer te achterhalen. 
- Sint Maarten
- Kaaimaneilanden
- Sint-Maarten
- Anguilla
- Britse Maagdeneilanden

|                               |              |       |                        |  |
|                               | Sint-Maarten | 3 – 0 | Britse Maagdeneilanden |  |
| Cozier 4' Roybeplaine 65' 50' |              |       |                        |  |

|                |              |             |                 |  |
|                | Sint Maarten | 1 – 1       | Kaaimaneilanden |  |
| Monwastine 62' |              | Haylock 59' |                 |  |

Sint Maarten plaatst zich voor de Eerste ronde en zou plaatsnemen in groep D.

### Groep A
| Team                 | Gsp | GW | G | V | DV | DT | DS | Ptn |
| -------------------- | --- | -- | - | - | -- | -- | -- | --- |
| Grenada              | 3   | 1  | 2 | 0 | 4  | 2  | +2 | 4   |
| Suriname             | 3   | 1  | 1 | 1 | 7  | 4  | +3 | 3   |
| Nederlandse Antillen | 3   | 0  | 3 | 0 | 3  | 3  | 0  | 3   |
| Guyana               | 3   | 0  | 2 | 1 | 1  | 6  | –5 | 2   |

|               |         |       |                      |  |
| 27 april 1990 | Grenada | 1 – 1 | Nederlandse Antillen |  |
| 27 april 1990 |         |       |                      |  |

|               |                                                        |       |        |  |
| 29 april 1990 | Suriname                                               | 5 – 0 | Guyana |  |
| 29 april 1990 | Godlieb 44' Borgia 63' 70' (pen.) Rigters 75' Peel 90' |       |        |  |

|             |                      |       |                    |  |
| 15 mei 1990 | Grenada              | 3 – 1 | Suriname           |  |
| 15 mei 1990 | Fletcher 42' 60' 80' |       | Godlieb 64' (pen.) |  |

|             |                    |       |                      |  |
| 20 mei 1990 | Guyana             | 1 – 1 | Nederlandse Antillen |  |
| 20 mei 1990 | Renee Phillips 86' |       | Finies 51'           |  |

|             |                      |       |          |  |
| 27 mei 1990 | Nederlandse Antillen | 1 – 1 | Suriname |  |
| 27 mei 1990 |                      |       |          |  |

|             |        |       |         |  |
| 27 mei 1990 | Guyana | 0 – 0 | Grenada |  |
| 27 mei 1990 |        |       |         |  |

### Groep B
| Team                           | Gsp | GW | G | V | DV | DT | DS | Ptn |
| ------------------------------ | --- | -- | - | - | -- | -- | -- | --- |
| Saint Vincent en de Grenadines | 3   | 2  | 1 | 0 | 5  | 3  | +2 | 5   |
| Martinique                     | 3   | 2  | 0 | 1 | 4  | 1  | +3 | 4   |
| Frans-Guyana                   | 3   | 0  | 2 | 1 | 3  | 7  | 0  | 2   |
| Dominica                       | 3   | 0  | 1 | 2 | 2  | 3  | –1 | 1   |

|               |            |       |              |  |
| 22 april 1990 | Martinique | 4 – 0 | Frans-Guyana |  |
| 22 april 1990 |            |       |              |  |

|               |                                |       |          |  |
| 22 april 1990 | Saint Vincent en de Grenadines | 2 – 1 | Dominica |  |
| 22 april 1990 |                                |       |          |  |

|             |             |       |              |  |
| 13 mei 1990 | Dominica    | 1 – 1 | Frans-Guyana |  |
| 13 mei 1990 | Emanuel 13' |       | Robinson 87' |  |

|             |                                |       |            |  |
| 13 mei 1990 | Saint Vincent en de Grenadines | 1 – 0 | Martinique |  |
| 13 mei 1990 |                                |       |            |  |

|             |              |       |                                |  |
| 23 mei 1990 | Frans-Guyana | 2 – 2 | Saint Vincent en de Grenadines |  |
| 23 mei 1990 |              |       |                                |  |

|             |            |                  |          |  |
| 20 mei 1990 | Martinique | Winst Martinique | Dominica |  |
| 20 mei 1990 |            |                  |          |  |

### Groep C
| Team               | Gsp | GW | G | V | DV | DT | DS | Ptn |
| ------------------ | --- | -- | - | - | -- | -- | -- | --- |
| Barbados           | 3   | 2  | 1 | 0 | 3  | 1  | +2 | 5   |
| Bermuda            | 3   | 1  | 2 | 0 | 5  | 3  | +2 | 4   |
| Saint Lucia        | 3   | 1  | 0 | 2 | 2  | 3  | –1 | 2   |
| Antigua en Barbuda | 3   | 0  | 1 | 2 | 2  | 5  | –4 | 1   |

|               |                  |       |                            |  |
| 14 april 1990 | Bermuda          | 2 – 2 | Antigua en Barbuda         |  |
| 14 april 1990 | Ming 6' Hill 77' |       | Greenaway 8' Gonsalves 47' |  |

|               |                     |       |             |  |
| 15 april 1990 | Barbados            | 1 – 0 | Saint Lucia |  |
| 15 april 1990 | Charlery 47' (e.d.) |       |             |  |

|               |          |       |                    |  |
| 29 april 1990 | Barbados | 1 – 0 | Antigua en Barbuda |  |
| 29 april 1990 | Hall 54' |       |                    |  |

|             |             |                |         |  |
| 13 mei 1990 | Saint Lucia | 0 – 2          | Bermuda |  |
| 13 mei 1990 |             | Goater 50' 79' |         |  |

|             |         |       |          |  |
| 26 mei 1990 | Bermuda | 1 – 1 | Barbados |  |
| 26 mei 1990 |         |       |          |  |

|             |                    |              |             |  |
| 27 mei 1990 | Antigua en Barbuda | 0 – 2        | Saint Lucia |  |
| 27 mei 1990 |                    | Jean 22' 51' |             |  |

### Groep D
| Team                 | Gsp | GW | G | V | DV | DT | DS | Ptn |
| -------------------- | --- | -- | - | - | -- | -- | -- | --- |
| Jamaica              | 3   | 2  | 1 | 0 | 4  | 0  | +4 | 5   |
| Saint Kitts en Nevis | 2   | 1  | 0 | 1 | 2  | 3  | –1 | 2   |
| Sint-Maarten         | 2   | 1  | 0 | 1 | 2  | 2  | 0  | 2   |
| Guadeloupe           | 3   | 0  | 1 | 2 | 1  | 4  | –3 | 1   |

De wedstrijd tussen Saint Kitts en Nevis en Sint-Maarten is niet bekend en mogelijk zelfs niet gespeeld. 
|               |                    |       |                      |  |
| 19 april 1990 | Jamaica            | 3 – 0 | Saint Kitts en Nevis |  |
| 19 april 1990 | Stephenson 44' 74' |       | Reid 62'             |  |

|            |                      |       |             |  |
| 6 mei 1990 | Sint-Maarten         | 2 – 1 | Guadeloupe  |  |
| 6 mei 1990 | Daniel 30' Brian 68' |       | Clarion 65' |  |

|               |                      |       |            |  |
| 19 april 1990 | Saint Kitts en Nevis | 2 – 0 | Guadeloupe |  |
| 19 april 1990 |                      |       |            |  |

|               |             |       |              |  |
| 20 april 1990 | Jamaica     | 1 – 0 | Sint-Maarten |  |
| 20 april 1990 | Maxwell 30' |       |              |  |

|             |            |       |         |  |
| 30 mei 1990 | Guadeloupe | 0 – 0 | Jamaica |  |
| 30 mei 1990 |            |       |         |  |

## Gekwalificeerde landen
| Ploeg                          | Kwalificatie  | Aantal deelnames | Beste prestatie |
| ------------------------------ | ------------- | ---------------- | --------------- |
| Trinidad en Tobago             | Gastland      | 2                | Winnaar         |
| Jamaica                        | nr. 1 Groep D | 1                |                 |
| Grenada                        | nr. 1 Groep A | 2                | Tweede          |
| Martinique                     | nr. 2 Groep B | 1                |                 |
| Barbados                       | nr. 1 Groep C | 2                | Groepsfase      |
| Saint Vincent en de Grenadines | nr. 1 Groep B | 2                | Groepsfase      |

## Groepsfase

### Groep A
| Team               | Gsp | GW | G | V | DV | DT | DS | Ptn |
| ------------------ | --- | -- | - | - | -- | -- | -- | --- |
| Trinidad en Tobago | 2   | 1  | 1 | 0 | 5  | 0  | +5 | 3   |
| Jamaica            | 2   | 0  | 2 | 0 | 0  | 0  | 0  | 2   |
| Grenada            | 2   | 0  | 1 | 1 | 0  | 5  | –5 | 1   |

|              |                    |       |         |  |
| 22 juli 1990 | Trinidad en Tobago | 5 – 0 | Grenada |  |
| 22 juli 1990 |                    |       |         |  |

|              |         |       |         |  |
| 25 juli 1990 | Grenada | 0 – 0 | Jamaica |  |
| 25 juli 1990 |         |       |         |  |

|              |                    |       |         |  |
| 27 juli 1990 | Trinidad en Tobago | 0 – 0 | Jamaica |  |
| 27 juli 1990 |                    |       |         |  |

### Groep B
| Team                           | Gsp | GW | G | V | DV | DT | DS | Ptn |
| ------------------------------ | --- | -- | - | - | -- | -- | -- | --- |
| Martinique                     | 2   | 1  | 1 | 0 | 4  | 2  | +2 | 3   |
| Barbados                       | 2   | 1  | 1 | 0 | 5  | 4  | +1 | 3   |
| Saint Vincent en de Grenadines | 2   | 0  | 0 | 2 | 2  | 5  | –3 | 0   |

|              |          |       |            |  |
| 22 juli 1990 | Barbados | 2 – 2 | Martinique |  |
| 22 juli 1990 |          |       |            |  |

|              |            |       |                                |  |
| 25 juli 1990 | Martinique | 2 – 0 | Saint Vincent en de Grenadines |  |
| 25 juli 1990 |            |       |                                |  |

|              |          |       |                                |  |
| 27 juli 1990 | Barbados | 3 – 2 | Saint Vincent en de Grenadines |  |
| 27 juli 1990 |          |       |                                |  |

## Knockoutfase

### Troostfinale
|              |          |               |         |  |
| 29 juli 1990 | Barbados | Niet gespeeld | Jamaica |  |
| 29 juli 1990 |          |               |         |  |

### Finale
|              |                    |               |            |  |
| 29 juli 1990 | Trinidad en Tobago | Niet gespeeld | Martinique |  |
| 29 juli 1990 |                    |               |            |  |